# Mohammad bin Sa'ud Al Sa'ud
Moḥammad bin Saʿūd Āl Saʿūd (in arabo محمد بن سعود بن عبد العزيز آل سعود‎?; La Mecca, 21 marzo 1934 – 8 luglio 2012) è stato un principe, politico e imprenditore saudita, membro della famiglia reale Āl Saʿūd.

## Primi anni di vita e formazione
Il principe Mohammad è nato a La Mecca il 21 marzo 1934 ed era il terzo figlio di re Sa'ud. Dopo i primi studi tradizionali alla Scuola dei principi si è recato in Europa per imparare l'inglese e il francese.

## Carriera
Durante il regno di suo padre, il principe Muhammed ha mantenuto diverse posizioni governative. Ha iniziato il suo servizio come capo della Corte Reale. Poi, nel 1953, è stato nominato comandante del reggimento della guardia reale. In seguito, nel dicembre 1960, è stato nominato ministro della difesa e ispettore generale, succedendo al fratello Fahad. Il suo mandato si è concluso il 31 ottobre 1962. Il principe ha poi servito come vice governatore della provincia di al-Bāha fino al settembre 1987, quando è stato promosso governatore della stessa provincia. Nel 2010, si è dimesso dal suo incarico a causa di problemi di salute. Lo stesso anno gli è succeduto il fratello Mishari.

### Riabilitazione politica
Il principe Mohammad era uno dei più importanti sostenitori del padre durante il suo regno. A seguito di una lotta di potere con il fratellastro, l'allora principe ereditario Faysal, il monarca è stato deposto e costretto all'esilio. Nel novembre 1964, il principe Mohammad ha giurato fedeltà al nuovo re. È stato il primo dei figli di re Sa'ud a farlo, anche perché aveva sposato una delle sue figlie, Sara. Da quando è stato riabilitato a metà degli anni '60, ha ricoperto diversi incarichi importanti. Oltre a lui, solo altri due fratelli hanno ricevuto un ruolo rilevante nell'amministrazione statale dopo la caduta del padre: Mish'al e Mishari bin Sa'ud Al Sa'ud.

## Altre posizioni
Mohammad bin Sa'ud è stato membro del Consiglio di Fedeltà a partire dal 2007 alla sua morte. Ha fatto parte anche della Fondazione Re Sa'ud che ha sede a Gedda. Possedeva diverse attività aziendali.

## Vita personale
Il principe aveva tre mogli. Una di esse era Sara bint Faysal, figlia del defunto re Faysal. Dal matrimonio sono nati quattro figli: Faysal (nato l'11 settembre 1951), Khalid, Mish'al (nato il 24 agosto 1956) e Noura. Faysal ha ricevuto un dottorato di ricerca ed è stato nominato vice governatore della provincia di Al-Baha il 31 ottobre 1988.

## Morte e funerale
L'8 luglio 2012, la Corte Reale saudita ha annunciato che il principe Mohammad bin Sa'ud era morto all'estero, all'età di 78 anni. Le preghiere funebri, guidate dal principe ereditario Salman e dall'imam Abd Allah bin Abd al-Aziz Al Shaykh, si sono tenute il 10 luglio dopo la preghiera del tramonto nella moschea Imam Turki bin Abd Allah di Riad. La salma è stata sepolta nel cimitero al-ʿŪd della città.